# Hageveld
College Hageveld is een atheneum en een voormalig kleinseminarie in Heemstede.

## Hageveld I
Het Klein Seminarie Hageveld werd in 1817 opgericht door J.J. Cramer, aartspriester van Holland en Zeeland, met het doel 'om aan de jongelingen, die zich den geestelijken stand willen toewijden, eene opvoeding en een onderwijs te verschaffen, geheel als voorbereiding, in verband staande met het hooger onderwijs en de vorming welke zij in het groot seminarium te Warmond te wachten hebben'. Hageveld was de eerste sectie of afdeling van het Seminarie Warmond. Cornelis Richard Anton van Bommel gaf de eerste stoot. Hij huurde aanvankelijk de buitenplaats Hageveld te Santpoort bij Velsen. Samen met C.L. baron van Wijkerslooth en W.F. van Niel kocht hij Hageveld. De eerste cursus van het kleinseminarie begon met vijf studenten.

## Hageveld II
Toen de voormalige hofstede "Hageveld" in Santpoort te klein werd, werd de hofstede "Schoonoord" te Voorhout aangekocht. In 1847 verhuisde de opleiding naar Voorhout, dat beter bereikbaar was voor de studenten en niet ver van het grootseminarie Warmond was gelegen. Op de buitenplaats Schoonoord verrees het nieuwe seminarie, dat dezelfde naam bleef houden.

## Hageveld III

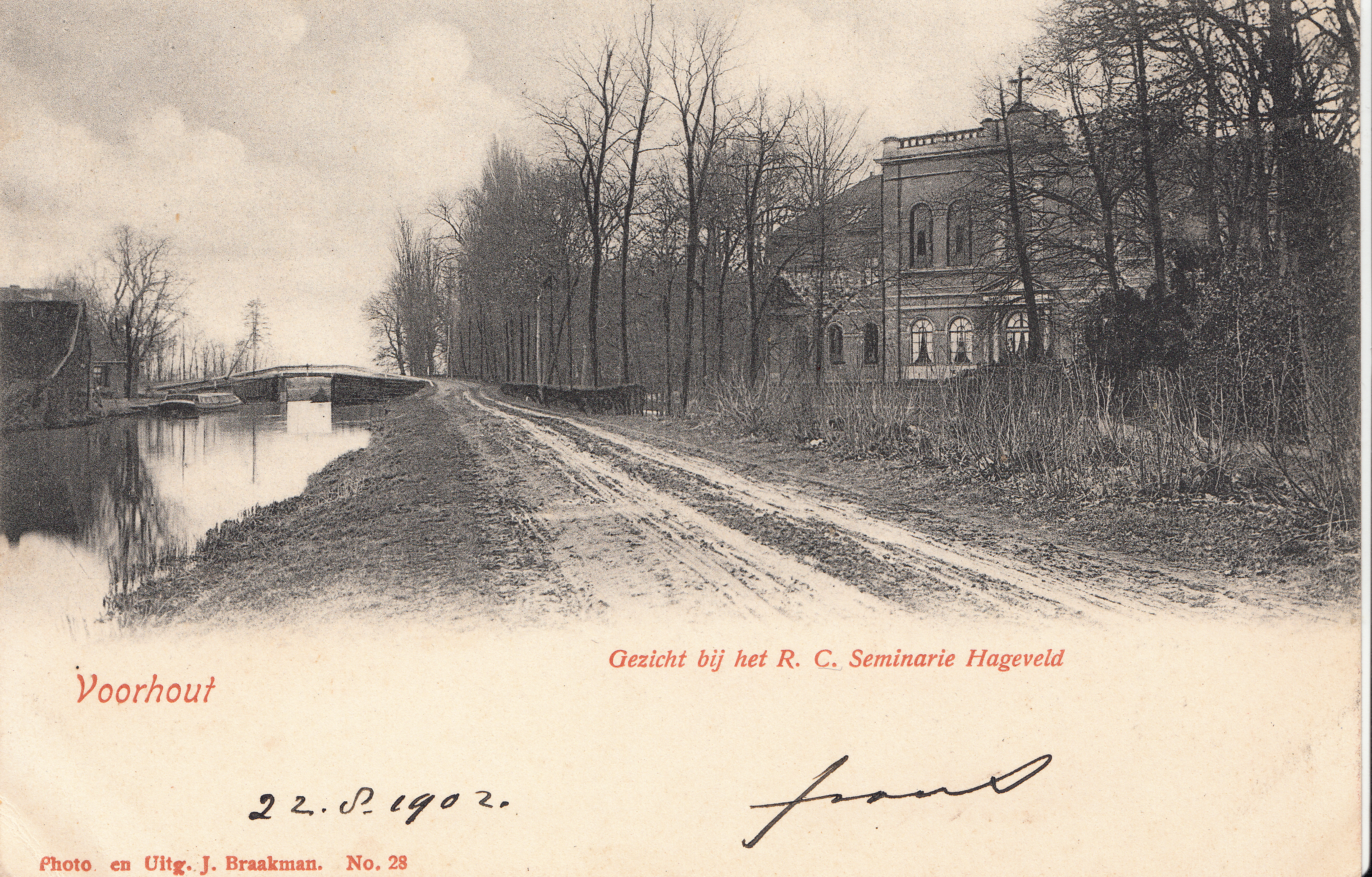
Seminarie Hageveld, 1895 (kaart verstuurd in 1902) te Voorhout (1847-1920)

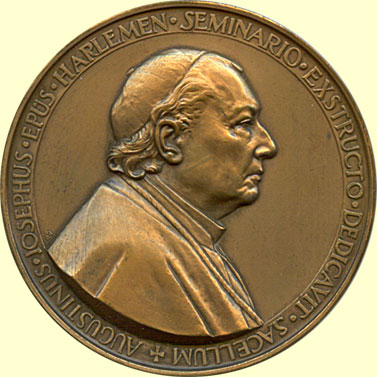
Hageveld 1925 Inwijding kapel, borstbeeld van Aug. Jos. Callier

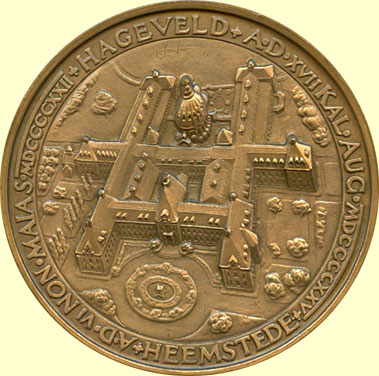
Hageveld 1925 Inwijding kapel, gezicht in vogelvlucht op het seminarie

Omdat het gebouw in Voorhout te klein werd, werd gezocht naar een ander landgoed met het oog daarop het kleinseminarie voort te zetten. Op 17 januari 1920 werd door bisschop Callier van Haarlem voor dat doel tegen een prijs van 450.000 gulden het landgoed 't (Groot) Clooster (naar de 'Bernardieten'-priorij die daar stond van 1455 tot en met de Reformatie) onder Heemstede aangekocht. Speciaal voor het doel van het opleiden van de studenten werd nieuw gebouwd. Op 22 april 1921 vond de aanbesteding plaats, een jaar later werd de eerste steen gelegd. Het complex Hageveld-III werd ontworpen door architect Jan Stuyt. Beeldbepalend is de grote koepel van de kapel. De kapel vormde het hart van het gebouw. Deze werd bezocht voor de dagelijkse Heilige Mis en vele andere gebedsoefeningen.
Sinds 1923 is Hageveld gevestigd op de huidige locatie. Tussen 1941 en 1945 werd Hageveld door de Duitsers bezet, na vordering door de Wehrmacht/Kriegsmarine. Het gebouw werd aan de buitenzijde in ruwe camouflagekleuren geschilderd en op het dak en op de cour verscheen een witte cirkel met rood kruis, hoewel Hageveld geen hospitaalfunctie heeft gehad en misbruik van het Rode Kruisteken een oorlogsmisdrijf oplevert. Onder de overkappingen aan de courzijde stalden de Duitsers legervrachtwagens. De lessen werden in andere plaatsen voortgezet. In 1957 kreeg de school van het seminarie de status van erkend gymnasium. In 1956 wordt het bisdom Haarlem in tweeën gesplitst: het zuidelijk gedeelte heet van nu af aan bisdom Rotterdam. Als consequentie daarvan wordt voor het bisdom van Rotterdam een klein-seminarie opgericht in Noordwijkerhout. In 1961 verhuist een deel van de leraren en leerlingen en de subregent van Hageveld naar het dan geopende Leeuwenhorst in Noordwijkerhout. Een behoorlijke aderlating voor Hageveld.
Hageveld veranderde in de jaren 1960 ingrijpend. Eerst kwam er een splitsing van de leiding van het seminarie en het gymnasium (1962). Deze splitsing leidde tot wijzigingen in de taak van de regent: hij ging niet meer heel Hageveld besturen, maar in feite alleen nog maar het internaat. Tot 1965 bleef Hageveld officieel kleinseminarie, een vooropleiding voor jongens van 12 tot 18 jaar die priester wilden worden. Met ingang van het schooljaar 1965-1966 werd het gymnasium van het seminarie opengesteld voor externen, jongens uit Heemstede en omgeving die geen priester wilden worden. Per 1 september 1967 volgde de omzetting van kleinseminarie in Bisschoppelijk College, dat behalve voor priesterstudenten ook openstond voor in- en externe leerlingen die niet de bedoeling hadden priester te worden. Na de invoering van de Mammoetwet in 1968 werd het gymnasium een atheneum, dat vanaf 1970 ook voor meisjes toegankelijk was. Aan het einde van het schooljaar 1973 was het laatste klassieke gymnasium examen. Hageveld, tot dan toe altijd gymnasium bij uitstek, is dan alleen atheneum. Eind jaren 1960 en begin jaren 1970 nam het aantal internaatleerlingen snel af, grote aantallen externe leerlingen komen er voor in de plaats. In 1981 verlaat de laatste interne leerling Hageveld, het internaat houdt na 165 jaar op te bestaan.

## College Hageveld
In 1967 werd Hageveld een college. In 1968 werd gekozen voor de status van atheneum. Het is het enige zelfstandige atheneum in Nederland. Na een proefperiode kon Latijn vanaf de tweede klas als keuzevak in het examenpakket opgenomen worden, wat rond 2022 afgeschaft is. In 2010 kwam er een speciaal aanbod voor geselecteerde hoogbegaafde leerlingen. Er waren in 2022 in totaal ongeveer 1400 scholieren.

## Bekende Hagevelders
- Bertus Aafjes
- Gerrit Berveling
- Gerard Cruys (pseudoniem van Gerard Kruisman)
- Joost Divendal
- Ton van Eijk
- Youp van 't Hek
- Leo Kenter
- Kees Kok
- Kirsten van der Kolk
- Joost Koning
- Jeroen Kramer
- Rob Kurvers
- Rick de Leeuw
- Tomas Lieske
- Arnold Meijer
- Michel van der Plas
- Kees Prins
- Ad Simonis
- Nico Vlaming
- Theodorus Zwartkruis

## Landgoed Hageveld
Naast de school (in het achterhuis) waren op het terrein van Hageveld ook jarenlang gevestigd:
- Een huis voor bejaarde priesters (witte villa),
- Een opleiding voor gemeente-ambtenaren, de Bestuursacademie.

Thans is het voorhuis een appartementencomplex.

## Hoofdgebouw

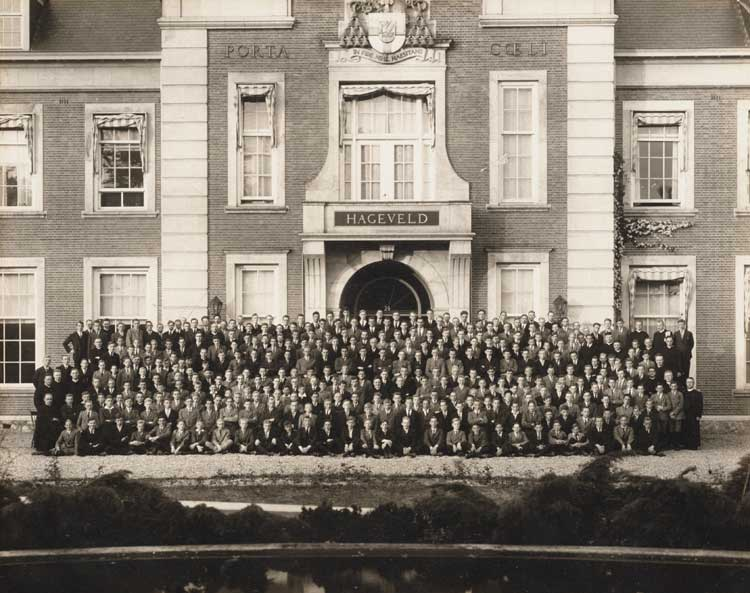
Klein-Seminarie Hageveld

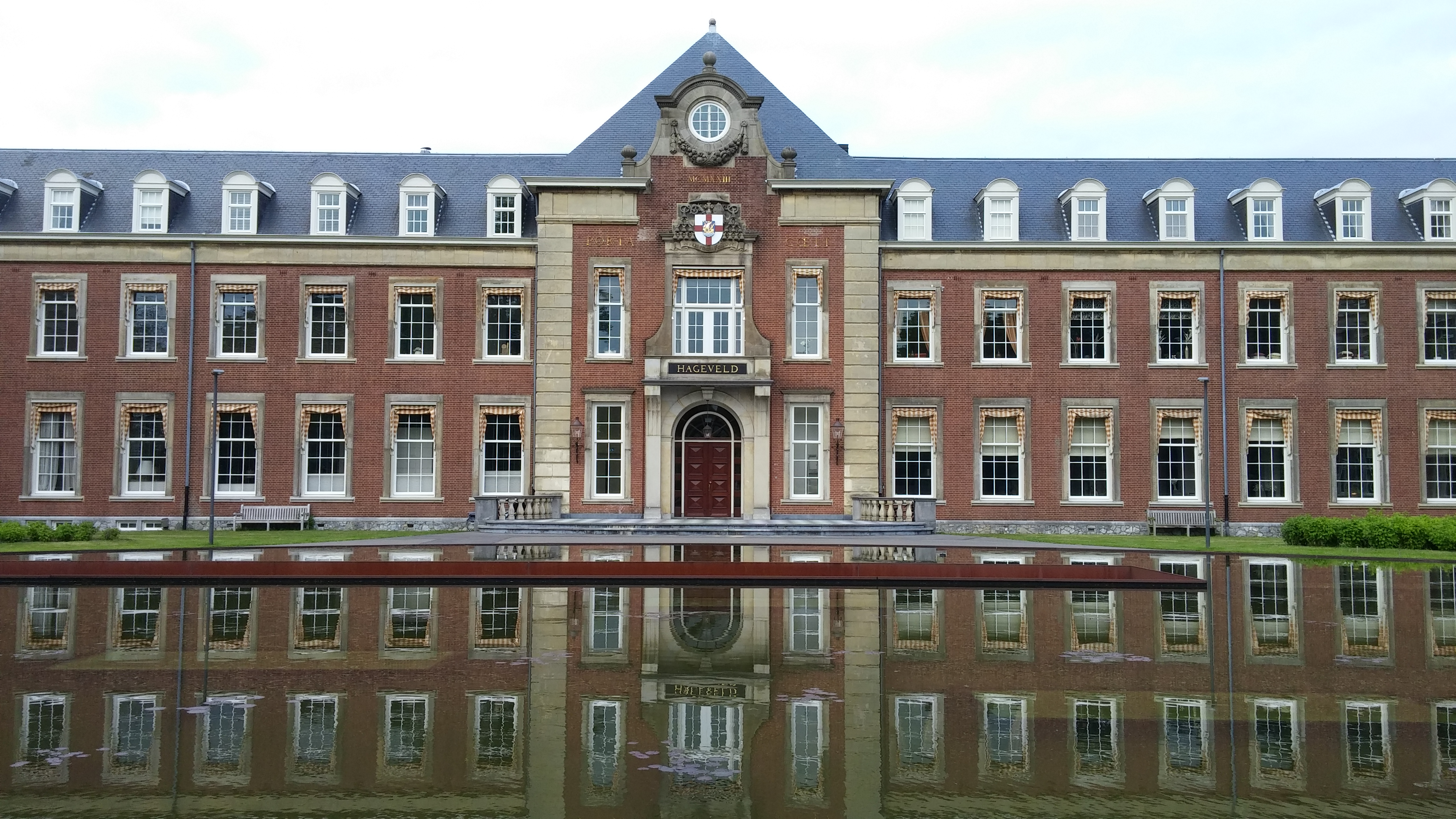
Vooraanzicht Hageveld anno 2015

De indeling van het klein seminarium Hageveld III was als volgt:
Het voorhuis met tweekamerappartementen, refter en andere ruimten voor de priester-leraren en bestuurders en de grote bibliotheek (rechts voor).
Het midden huis met rechts van het voorhuis de aula (met filmprojector), in het midden de kapel, links de refter (eetzaal) en de keuken. Verder in het middenhuis andere facilitaire zaken (o.a. in de kelder). De vleugels met aan de rechterkant t.o.v. de voorzijde het zusterhuis en aan linkerkant de zusterkapel. Op zolder, in tamelijk eenvoudige kamertjes, woonden de ”nimfen”: verstandelijk gehandicapte meisjes, die in de huishouding te werk waren gesteld.
Het achterhuis met op de begane grond naar de binnentuin toe rond de kapel de leslokalen. De linkerkant (bijgenaamd 'kleine kant') van het achterhuis was voor de 1e- en 2e-jaars seminaristen. De rechterkant (bijgenaamd 'de grote kant') van het achterhuis was voor de 3e tot en met de 6e-jaars seminaristen. Aan de beide buitenzijde de studiezalen en ontspanningsruimten. Gestudeerd werd er op vaste tijden in de studiezalen, waar elke jongen zijn eigen bureautje had en waar permanent toezicht was door een (priester-)surveillant.
Op de eerste verdieping van het achterhuis bevonden zich aan beide zijde de twee grote slaapzalen met de 'chambrettes', planken afgeschoten kleine kamertjes zonder plafond (kamertjes van 2 bij 2 meter vierkant met een opstaande houten wand van 2 meter), met daarin een (opklap-)bed, wastafeltje met spiegel en kledingkast. De ingang van de chambrettes was voorzien van een van huis meegenomen gordijn. Echter de 5e- en 6e-jaars seminaristen hadden daar een deur. Aan de voorkant van de slaapzaal de doucheruimten. Achterin was de kamer van de surveillant.
Achter het achterhuis bevindt zich de 'cour', een (speel)veld, gedeeltelijk omarmd door twee half gebogen overkappingen en aan de rechterkant de oorspronkelijke gymzaal.